# Sharpe-Quotient
Der Sharpe-Quotient (oder Sharpe-Maß, Sharpe-Verhältnis; englisch Sharpe Ratio) ist eine betriebswirtschaftliche Kennzahl, die als ex post-Risikomaß die Überrendite eines Portfolios gegenüber dem risikofreien Zinssatz ins Verhältnis zur Volatilität setzt.
Er ist benannt nach William F. Sharpe, der ihn 1966 erstmals vorstellte. Er untersuchte die Performance von 34 Investmentfonds (englisch mutual funds) und listete sie in einer Art Rating zwischen „gut“ und „schlecht“ auf. Neun Jahre später wiederholte und verfeinerte er seine Untersuchungen. Die Kennzahl wird im Portfoliomanagement und Risikomanagement verwendet.
Mit dem Sharpe-Quotienten kann die vergangene Wertentwicklung von Kapitalanlagen miteinander verglichen werden. Der Sharpe-Quotient bemisst die Überrendite pro Einheit des übernommenen Risikos. Maß für das Risiko ist die Volatilität der Renditen, wobei in die Berechnung der Volatilität alle Renditen eingehen (also auch diejenigen Renditewerte, die unterhalb des risikofreien Zinses liegen: Minderrendite).

## Definition
Die Überrendite (englisch Excess Return) {\displaystyle D_{t}=R_{t}^{a}-R_{t}^{f}} einer Kapitalanlage mit der Rendite {\displaystyle (R_{t}^{a})} wird als positive Differenz zwischen der erwirtschafteten Rendite {\displaystyle R} und dem risikofreien Zinssatz {\displaystyle (R_{t}^{f})} verstanden: Gegensatz ist die Minderrendite.
Dies vorausgeschickt, wird der Sharpe-Quotient {\displaystyle S} definiert als
{\displaystyle S:={\frac {\overline {D}}{\sigma _{D}}}},
wobei {\displaystyle {\overline {D}}} definiert ist als die durchschnittliche Überrendite {\displaystyle D_{t}:=R_{t}^{a}-R_{t}^{f}} der Geldanlage mit der Rendite {\displaystyle (R_{t}^{a})} im Vergleich zur risikofreien Anlage mit Rendite {\displaystyle (R_{t}^{f})}:
{\displaystyle {\overline {D}}:={\frac {1}{T}}\sum _{t=1}^{T}D_{t}\,.}
Die Volatilität {\displaystyle {\sigma _{D}}} wird über die empirische Standardabweichung ermittelt:
{\displaystyle \sigma _{D}={\sqrt {\frac {\sum _{t=1}^{T}\left(D_{t}-{\overline {D}}\right)^{2}}{T-1}}}\,.}.
Üblicherweise werden hierbei Jahresrenditen und Jahresvolatilitäten verwendet. Werden bei der Berechnung des Sharpe-Quotienten monatliche Renditen {\displaystyle (R_{t}^{a,f})} verwendet, so kann zur Vergleichbarkeit mit jahresbasierten Sharpe-Quotienten der monatlich ermittelte Sharpe-Quotient durch Multiplikation mit {\displaystyle {\sqrt {12}}} annualisiert werden.
Solange der Sharpe-Quotient positiv ist, gilt: Je höher der Wert des Sharpe-Quotienten, desto besser war die Wertentwicklung der untersuchten Geldanlage in Bezug auf das eingegangene Risiko. Ist der Sharpe-Quotient negativ, so war die Wertentwicklung schlechter als die einer risikolosen Anlage.

## Beispiele
- Der risikofreie Zins liege bei 3 %, die erzielte Rendite der Kapitalanlage A sei 4 %, ihre Volatilität 1 %. Anlage B erzielte 5 % mit einer Volatilität von 2 %. Der Sharpe-Quotient für beide Fälle ist +1.
- In einem weiteren Beispiel sei der risikofreie Zins ebenfalls 3 %. Die erzielte Rendite der Anlage C sei 2 %, ihre Volatilität 1 %. Anlage D erzielte 1 % mit einer Volatilität von 2 %. Der Sharpe-Quotient für beide Fälle ist −1, obwohl Anlage D eine geringere Rendite bei höherem Risiko aufweist.

## Wirtschaftliche Aspekte
Der Sharpe-Quotient kann sowohl für einzelne zinstragende Finanzinstrumente oder Finanzprodukte als auch für ganze Portfolien (Fondsvermögen eines Investmentfonds, Sicherungsvermögen eines Versicherers oder Wertpapierdepot eines Kreditinstituts oder Anlegers) ermittelt werden. 
Der Sharpe-Quotient verwendet zur Messung des Kursrisikos die gesamte Entwicklung des Börsenkurses vom Tag der Anschaffung bis zum Tag der Veräußerung und gewichtet dabei die entstandenen Kursgewinne und Kursverluste gleichermaßen. Da ein Anleger jedoch ein Kursrisiko lediglich bei einem Kursverlust hat, ist der Sharpe-Quotient ungenau.
In der Folge der Sharpe-Kennzahl entstand eine große Anzahl von Verfeinerungen auf Basis des maximalen Kursverlustes (englisch Maximum Drawdown). Hierzu gehören insbesondere die Information Ratio (1973), Sterling Ratio (1986), Calmar Ratio (1991) und Burke Ratio (1994).
Performance-Kennzahlen, die den Kursverlust (englisch drawdown) als eine der Größen beinhalten, können wie folgt unterschieden werden:
| Kursverlust                    | betriebswirtschaftliche Kennzahl |
| ------------------------------ | -------------------------------- |
| maximaler Kursverlust          | Calmar Ratio                     |
| durchschnittlicher Kursverlust | Sterling Ratio                   |
| Varianz                        | Burke Ratio                      |

Diese Kennzahlen gelten als Verfeinerung des Sharpe-Quotienten, weil sie lediglich den maximalen Kursverlust (Maximum Drawdown) berücksichtigen.
Der Sharpe-Quotient ist eine Maßzahl im Risikomanagement (vgl. Performance (Risikomanagement)). Er ist wie auch der ähnliche Treynor-Quotient ein relatives Risikomaß, das für einen Vergleich der risikoadjustierten Ertragskraft von Portfolios mit einem unterschiedlichen systematischen Risiko geeignet ist. Ein absolutes Beurteilungsmaß der Performance ist das Jensen-Alpha.  
Eine Voraussetzung zur Berechnung des Sharpe-Quotienten ist die Auswahl des als Vergleichsmaßstab dienenden risikofreien Zinssatzes. Dieser muss zum Beobachtungszeitraum der Geldanlage passen. Das Heranziehen eines aktuellen (erst zukünftig wirksamen) Zinssatzes ist nicht zulässig.
Sharpe-Quotienten im negativen Bereich sind nicht aussagekräftig, da dann ein höheres Risiko zu einem besseren (weniger negativen) Sharpe-Quotienten führt (siehe Beispiel oben).
Ferner trifft der Sharpe-Quotient keine Aussage über die Zusammensetzung des Risikos in systematisches und unsystematisches Risiko wie etwa der Treynor-Quotient, obwohl das unsystematische Risiko des Gesamtportfolios eines Anlegers gegebenenfalls durch weitere unabhängige Anlagen reduziert werden kann. Auch muss beachtet werden, dass je nach Risikofreude des Anlegers das Risiko gegenüber der Rendite bei der Verhältnisbildung als zu hoch gewichtet angesehen werden kann, so dass konservative Anleihen überbewertet werden.
Während der Sharpe-Quotient das Gesamtrisiko eines Portfolios misst, gibt der Treynor-Quotient Auskunft über das systematische Risiko des Portfolios. Je höher die Risikodiversifikation des gemessenen Portfolios ist, desto geringer ist die Differenz zwischen Sharpe-Quotient und Treynor-Quotient geteilt durch die Marktvolatilität.
Im Unterschied zum Sharpe-Quotienten werden beim daraus abgeleiteten Sortino-Quotienten bei der Ermittlung der Risikokomponente im Nenner nur diejenigen Renditen berücksichtigt, die unterhalb einer akzeptierten Untergrenze liegen (sogenannte Abwärtsvolatilität oder Downside-Volatilität).
Der Vergleich von Sharpe-Quotienten zeigt über das Vorzeichen an, ob eine Unter- oder Überperformance erzielt wurde, und ermöglicht für positive Werte (Overperformer) eine ordinale Skalierung: Je höher der Wert, desto besser war die Performance. Wie hoch das eingegangene Risiko war, ist aus dieser Kennzahl dagegen nicht ablesbar. Negative Werte sind entsprechend Underperformer.